# Sint-Niklaaskerk (Dessel)

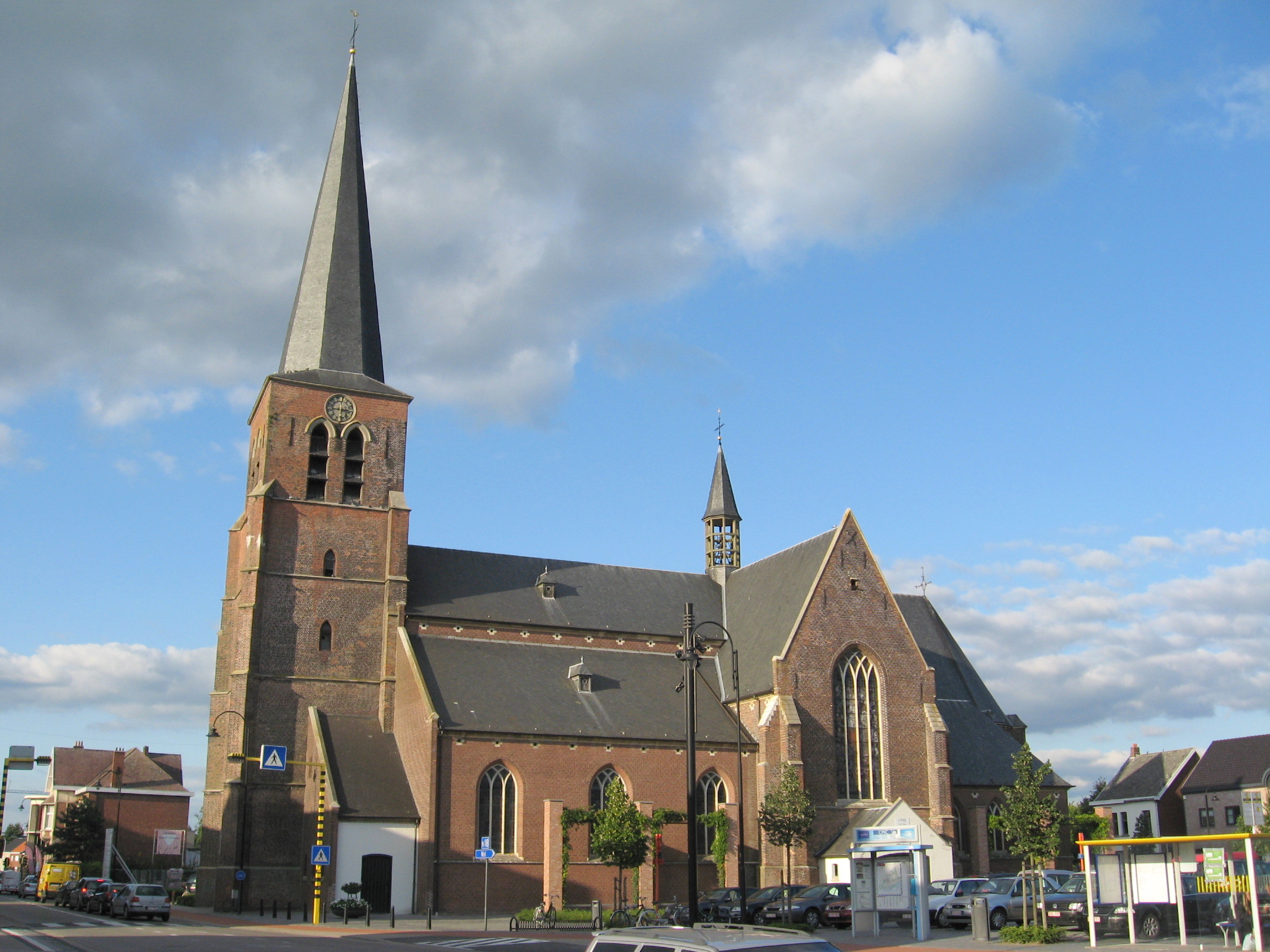
Sint-Niklaaskerk

De Sint-Niklaaskerk is de parochiekerk van de Antwerpse plaats Dessel, gelegen aan de Markt.

## Geschiedenis
In 1224 was er voor het eerst sprake van een bedehuis in Dessel, wellicht een kapelanie. In 1271 werd Dessel een zelfstandige parochie.
Omstreeks 1480 werd een gotische kerk gebouwd, dit was een eenbeukige kruiskerk. De oudste delen van de westtoren, de gevels van het transept en de sluiting van het koor zijn hier nog van overgebleven. In de 18e eeuw werden in de kooroksels nog twee zijkapellen gebouwd.
In 1863-1864 werd de kerk vergroot in neogotische trant, naar ontwerp van Johan Van Gastel. Hierbij werden zijbeuken aangebracht die aan de buitenkant oogden als zijkapellen met puntgevel.
In 1944 werd de kerk zwaar beschadigd door oorlogsgeweld. In 1948-1950 werd de kerk hersteld en vergroot naar ontwerp van Jozef Schellekens. Omdat de oude delen moesten worden geïntegreerd in het nieuwe gebouw kwam dit neer op een verbreding van de kerk. Archeologisch onderzoek bracht de fundamenten van een voorgaand kerkgebouw aan het licht.

## Gebouw
Het betreft een georiënteerde bakstenen kruisbasiliek met voorgebouwde westtoren en vijfzijdig afgesloten koor, dat 15e-eeuws is.
Het nieuwe gedeelte van de kerk oogt aan de buitenkant neogotisch terwijl het interieur meer de geest van de moderne gotiek ademt.

## Interieur
Uit het 4e kwart van de 17e eeuw is het beeld Onze-Lieve-Vrouw Onbevlekt Ontvangen in gepolychromeerd hout, afkomstig uit de voormalige kapel te Witgoor; de beelden van de heiligen Lucia, Barbara en Jozef zijn in witgeschilderd hout en van omstreeks 1700; beelden van de heilige Ambrosius, Augustinus en Nicolaas in gepolychromeerd hout zijn van de 2e helft van de 18e eeuw; een kruisbeeld is van de 1e helft van de 17e eeuw.
De preekstoel is van 1693; het doopvont is van de 2e helft van de 17e eeuw; het doksaal is van 1774 en het orgel is van 1963 en werd vervaardigd door de firma Pels-D'Hondt.
Hiernaast zijn er diverse 19e-eeuwse heiligenbeelden en kerkmeubelstukken.